# Campionato Italiano Rally 2019
Il Campionato Italiano Rally 2019 si snoda su 8 gare distribuite su tutto il territorio nazionale.

## Il calendario
| Tappa | Data             | Rally                                | Sede Rally      | Validità    | Vincitore          |
| ----- | ---------------- | ------------------------------------ | --------------- | ----------- | ------------------ |
| 1     | 22 - 24 marzo    | Rally del Ciocco e Valle del Serchio | Forte dei Marmi | CIR/2RM     | Giandomenico Basso |
| 2     | 11 - 13 aprile   | Rally di Sanremo                     | Sanremo         | CIR/2RM/JUN | Craig Breen        |
| 3     | 9 - 11 maggio    | Rally Targa Florio                   | Palermo         | CIR/2RM     | Simone Campedelli  |
| 4     | 14 - 16 giugno   | Rally di Sardegna                    | Alghero         | CIR/2RM/JUN | Giandomenico Basso |
| 5     | 19 - 21 luglio   | Rally di Roma Capitale               | Roma            | CIR/2RM/JUN | Giandomenico Basso |
| 6     | 30 - 31 agosto   | Rally del Friuli Venezia Giulia      | Udine           | CIR/2RM/JUN | Luca Rossetti      |
| 7     | 10 - 12 ottobre  | Rally Due Valli                      | Verona          | CIR         | Andrea Crugnola    |
| 8     | 22 - 23 novembre | Tuscan Rewind                        | Montalcino      | CIR/2RM/JUN | Giandomenico Basso |

### Classifica campionato piloti assoluta
Classifiche aggiornate al 24 novembre 2019.
| Pos | Pilota             | CIO  | SRE  | TFL | SRD   | RCT  | FVG | DVL  | TUS   | Punti |
| --- | ------------------ | ---- | ---- | --- | ----- | ---- | --- | ---- | ----- | ----- |
| 1   | Giandomenico Basso | 15   | 10   | 8   | 16,50 | 15   | 10  | 10   | 22,50 | 107   |
| 2   | Andrea Crugnola    | Rit. | 6    | 10  | 14,25 | 10   | 12  | 15   | 18    | 85,25 |
| 3   | Simone Campedelli  | 12   | 12   | 15  | 0,75  | 12   | 5   | 12   | Rit.  | 68,75 |
| 4   | Luca Rossetti      | 10   | 8    | 12  | 16,50 | Rit. | 15  | 4    | 0     | 65,50 |
| 5   | Antonio Rusce      | 4    | 2    | 2   | NP    | 2    | 8   | 6    | NP    | 24    |
| 6   | Craig Breen        | 8    | 15   | NP  | NP    | NP   | NP  | NP   | NP    | 23    |
| 7   | Rudy Michelini     | 5    | 3    | 5   | NP    | Rit. | Rit | NP   | NP    | 13    |
| 8   | Stefano Albertini  | 6    | Rit. | 6   | NP    | NP   | Rit | NP   | NP    | 12    |
| 9   | Giacomo Scattolon  | Rit. | 1    | NP  | NP    | Rit. | NP  | 5    | NP    | 6     |
| 10  | Kevin Gilardoni    | 2    | 0    | 4   | NP    | NP   | NP  | NP   | NP    | 6     |
| 11  | Marcello Razzini   | 0    | Rit. | 3   | NP    | Rit. | NP  | NP   | NP    | 3     |
| 12  | Alessio Profeta    | Rit. | Rit. | 1   | Rit.  | Rit. | 0   | Rit. | 0     | 1     |
| Pos | Pilota             | CIO  | SRE  | TFL | SRD   | RCT  | FVG | DVL  | TUS   | Punti |

| Colore  | Risultato                |
| ------- | ------------------------ |
| Oro     | Vincitore                |
| Argento | 2º posto                 |
| Bronzo  | 3º posto                 |
| Verde   | Finito a punti           |
| Blu     | Finito senza punti       |
| Blu     | Non classificato (NC)    |
| Viola   | Ritirato (Rit)           |
| Nero    | Squalificato (SQ)        |
| Nero    | Escluso (ES)             |
| Bianco  | Non ha gareggiato        |
| Bianco  | Iscrizione ritirata (WD) |
| Bianco  | Non partito (NP)         |
| Bianco  | Gara cancellata (C)      |

### Classifica campionato Costruttori assoluta
| Pos | Costruttore | CIO | SRE | TFL | SRD   | RCT | FVG | DVL | TUS | Punti |
| --- | ----------- | --- | --- | --- | ----- | --- | --- | --- | --- | ----- |
| 1   | Ford        | 12  | 12  | 15  | 4,50  | 12  | 8   | 12  | 0   | 75,50 |
| 2   | Citroën     | 10  | 8   | 12  | 11,25 | 8   | 15  | 4   | 0   | 68,25 |
| Pos | Costruttore | CIO | SRE | TFL | SRD   | RCT | FVG | DVL | TUS | Punti |